# Puntarenas Fútbol Club
El Puntarenas Fútbol Club és un club costa-riqueny de futbol de la ciutat de Puntarenas.

## Història
El club va ser fundat el 30 de juny de 2004, en comprar la franquícia de la SD Santa Bárbara. Fou subcampió la temporada 2005-06 i guanyà el campionat de la UNCAF en vèncer el CD Olimpia d'Hondures el 2006.

## Palmarès
- Lliga costa-riquenya de futbol:[1]
  - 2006

## Futbolistes destacats
- José Mendoza
- Juan Ulloa
- Alexandre Guimaraes
- Miguel Mansilla
- Rodrigo Kenton
- Leonidas Flores "Leoni"
- Gilberto Rhoden
- Ricardo García "La Sardina"
- Kléber Ponce
- Gerardo Gutiérrez
- Everaldo da Costa
- Luis D. Arnáez "El Flaco"
- Alfredo Contreras "El Diablo"
- Luis F. Texeira
- Hermidio Barrantes
- Javier Astúa
- Sandro Alfaro "La Escopeta"
- Rónald Cháves "El Carraco"
- Johnny Arias "El Bomberito"
- Johnny Murillo
- Norman Gómez "Pin"
- Shane Orio
- Johnny Cubero
- Vicente Rosella
- Maximo Chavarria
- Fernando Patterson